# Napasoq
Napasoq (zastarale Napassoq) je osada v kraji Qeqqata v Grónsku. V roce 2017 tu žilo 78 obyvatel, takže je to po Itillequ druhá nejmenší osada kraje Qeqqata. Nachází se na malém ostrově v Davisově průlivu.

## Počet obyvatel
Počet obyvatel Napasoqu klesl o více než 51% oproti počtu obyvatel z roku 1991 a o téměř 12% oproti roku 2000. V posledních letech je ale počet obyvatel opět stabilní.